# 974

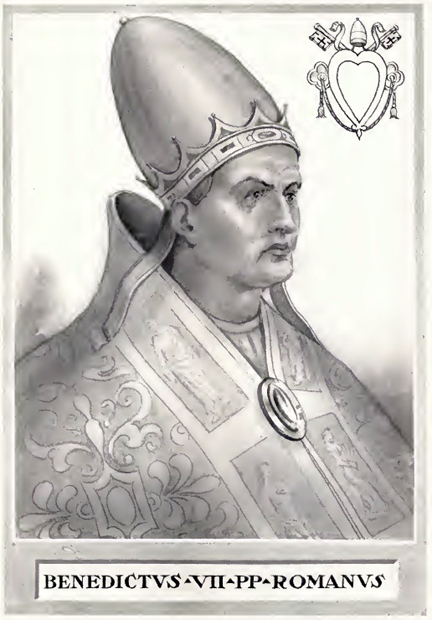
Paus Benedictus VII (r. 974 - 983)

Het jaar 974 is het 74e jaar in de 10e eeuw volgens de christelijke jaartelling.

## Gebeurtenissen

### Europa
- Voorjaar - Keizer Otto II ("de Rode") verslaat de rebellen van koning Harald I ("Blauwtand"), die Noordalbingië (huidige Duitsland) zijn binnengevallen om de keizerlijke heerschappij te onderdrukken. Tijdens een bloedige campagne onderwerpt Otto's leger de Denen en consolideert de grens tussen Scandinavië en Noord-Duitsland. Ondertussen leidt Hendrik II een opstand tegen zijn neef Otto en sluit een alliantie met de Duitse edelen.[1]
- Koning Edgar I ("de Vreedzame") geeft militaire hulp aan prins Hywel ab Ieuaf en verdrijft zijn oom Iago ab Idwal Foel uit Wales. Na de opstand wordt Hywel ab Ieuaf geïnstalleerd als medekoning van Gwynedd.[2]
- Een samenzwering tegen Otto II ("de Rode"), geleid door bisschop Abraham van Freising, wordt neergeslagen. Hij wordt gevangengenomen en opgesloten in de Abdij van Corvey in Höxter (huidige Duitsland).[3]

### Afrika
- Na een succesvolle campagne van het in Spanje gevestigde kalifaat van Córdoba, komt het bewind van de Maghrebijns Idrisiden dynastie tot een einde. Kalief Al-Hakam II verstevigt zijn suprematie van het kalifaat over de koninkrijken van Navarra, Castilië en León.[4]

### Religie
- Zomer - Paus Benedictus VI wordt gevangengezet in de Engelenburcht in Rome, waar hij wordt gewurgd in opdracht van de machtige Crescenzi familie. Benedictus wordt vervangen door de tegenpaus Bonifatius VII.
- Herfst - Bonifatius VII wordt op bevel van Otto II ("de Rode") afgezet, een volksopstand dwingt hem naar Constantinopel te vluchten. Hij wordt opgevolgd door Benedictus VII als de 135e paus van de Katholieke Kerk.
- Eerste schriftelijke vermeldingen van Aalter en Vitebsk (volgens de legende gesticht door de Varjaagse prinses Olga van Kiev).

## Geboren
- Armengol I (El de Córdoba), graaf van Urgell (overleden 1010)
- Bruno van Querfurt, Duits bisschop en missionaris (overleden 1009)

## Overleden
- 25 april - Rather van Verona (87), Italiaans abt en bisschop
- Benedictus VI, paus van de Katholieke Kerk (r. 972 - 974)